# Paran Tonga Hr (An)
Paran Tonga Hr (An) is een bestuurslaag in het regentschap Padang Lawas van de provincie Noord-Sumatra, Indonesië. Paran Tonga Hr (An) telt 366 inwoners (volkstelling 2010).